# Fernando Ansola San Martín
Fernando Ansola Sant Martín (Elgoibar, Guipúscoa, 27 de gener de 1940 - 30 de juny de 1986) va ser un futbolista basc que jugava com a davanter. Va ser un gran golejador de la lliga espanyola en les dècades de 1960 i 1970. Va jugar en diversos equips al llarg de la seva carrera: Reial Oviedo, Reial Betis, València CF i Reial Societat. Va ser internacional amb la selecció espanyola.

## Trajectòria
Ansola va començar la seva carrera futbolística el 1957, militant en la SD Eibar a la segona divisió espanyola.
El 1959 va fitxar pel Reial Oviedo de la primera divisió espanyola, on va debutar el 27 de març de 1960. En la seva primera temporada va jugar 3 partits i va marcar 2 gols. En la següent temporada, Ansola va jugar 13 partits i va marca 6 gols.
L'estiu de 1961 va fitxar pel Reial Betis, on hi jugaria durant 5 temporades, disputant 114 partits de lliga i marcant un total de 59 gols. La millor temporada d'Ansola al Betis va ser la 1963-64. Ansola va marcar 17 gols, el seu millor registre personal en una temporada i va contribuir com a màxim golejador de l'equip al fet que el Betis obtingués un meritori tercer lloc a la classificació de la lliga, que li permetria a l'any següent debutar en competició europea (Copa de Fires). En aquell equip va coincidir amb altres grans jugadors, com ara Luis Aragonés, Eusebio Ríos o Pepín.
El 1966 el Betis descendeix a segona divisió posant fi a l'època de major estabilitat a primera que havia tingut fins al moment aquest club, i Ansola fitxa pel València CF. El l'equip valencià Ansola va gaudir dels seus majors èxits, encara que no va arribar al nivell de joc exhibit en el Betis. En les 5 temporades que va estar al club valencianista l'equip va rondar sempre els primers llocs de la classificació. La temporada de la seva estrena (1966-67) va guanyar la copa del Generalísimo, encara que no va arribar a jugar la final. Va formar davantera amb el brasiler Waldo Machado, aportant a aquest tàndem la lluita i l'arpa mentre el brasiler es feia amb el Pitxitxi com a màxim golejador de la Lliga. Ansola va jugar 5 temporades al club valencianista, 106 partits de lliga i va marcar 34 gols. Va jugar les finals de copa de 1970 i 1971, que el València va perdre davant Reial Madrid i FC Barcelona, respectivament. La temporada 1970-71, l'entrenador Alfredo Di Stéfano va deixar fora de l'equip a Ansola per raons tècniques afavorint altres jugadors. Per això, encara que la temporada 1970-1971 el València es va adjudicar la lliga, l'aportació d'Ansola al títol va ser menor en haver jugat només 6 partits i marcat 4 gols, tots ells al començament de temporada.
Per aquest motiu, el 1971 Ansola va decidir abandonar el club que més èxits li havia donat i afrontar els últims anys de la seva carrera al club de la seva terra: la Reial Societat. Ansola va romandre 4 temporades al club guipuscoà, en el qual va jugar 87 partits de lliga i va marcar 34 gols. Amb ell a l'equip la Real va obtenir la quarta plaça a la lliga les temporades 1973-74 i 1974-75, debutant per primera vegada en la seva història a la copa de la UEFA. El seu lloc a l'equip va ser cobert, entre d'altres, per un davanter emergent, Jesús María Satrústegui. Es va retirar el 1975 amb 35 anys.

## Internacional
Ansola va jugar 5 partits amb la selecció espanyola, tot i que no va arribar a marcar cap gol. El seu debut es va produir a Madrid el 8 de desembre de 1965, en un amistós contra Anglaterra, que Espanya va perdre per 0-2. En aquell temps era jugador del Reial Betis. Els seus restants 4 partits com a internacional els jugaria sent jugador del València CF.
El seu últim partit com a internacional va ser el 3 d'abril de 1968 en el partit d'anada de quarts de final de l'Eurocopa de futbol 1968, disputat a l'estadi de Wembley contra Anglaterra, que Espanya va perdre per 1-0.

## Palmarès
- 1 lliga espanyola (Primera Divisió): 1970/71.
- 1 copes d'Espanya (Copa del Generalíssim): 1966/67.